# Izometheptén
Az izometheptén (INN: isometheptene) színtelen, jellegzetes aminos szagú olajos folyadék. Vízben nem oldódik, alkohollal, éterrel, acetonnal, kloroformmal elegyedik. Erős bázis.
Akut migrén kezelésére szolgáló, rendszerint kombinációban adott gyógyszer. Nem rendszeresen kell szedni, hanem a fájdalom kezdetén (ill. ha vannak előjelei, már előtte).
Indirekt érösszehúzó hatása van: az adrenalin és noradrenalin aktiválásával az erek simaizmait összehúzódásra készteti, ami vérnyomásnövekedést okoz. Ennek következtében szív- és érrendszeri betegségek, magas vérnyomás esetén ellenjavallt a szedése.

## Készítmények
- Isonyl
- Octanil
- Octon
- Octinum

A fentieken felül az izometheptén számos kombinációnak is része.
Magyarországon nincs forgalomban izometheptén-tartalmú készítmény.